# Diglotta sinuaticollis
Diglotta sinuaticollis är en skalbaggsart som först beskrevs av Étienne Mulsant och Claudius Rey 1870.  Diglotta sinuaticollis ingår i släktet Diglotta, och familjen kortvingar. Arten är reproducerande i Sverige.